# Douglas Flint
Douglas Flint (Glasgow, em 8 de julho de 1955) é um banqueiro e gestor britânico.
Flint se formou com um diploma em economia da Universidade de Glasgow. Após completar seus estudos, ele trabalhou para a empresa Peat Marwick Mitchell & Co, hoje KPMG e foi nomeado sócio da empresa em 1988. Em junho de 2006, ele foi condecorado com a Ordem do Império Britânico. Flint é membro de uma série de organismos profissionais, como o Institute of Chartered Accountants da Escócia, da Associação Britânica de Tesoureiros Corporativos corpo profissional e, mais recentemente, Instituto de Financeira Internacional, onde ele agora serve como Presidente do Conselho. Ele também é membro do Chartered Institute of Management Accountants.
Ele tem um profundo conhecimento do sector bancário, tesouraria e operações de negociação de valores mobiliários, os relatórios financeiros das multinacionais. Ele tornou-se Diretor do Grupo de Finanças do HSBC Holdings PLC em 1995 e se tornou presidente do HSBC, hoje o maior banco da Europa, no final de 2010.